# ヒドロキシメチルフルフラール
ヒドロキシメチルフルフラール（英: Hydroxymethylfurfural）は、糖や炭水化物の熱分解により生成される、分子式C6H6O3の有機化合物である。HMFと略記される。HMFは牛乳やフルーツジュース、蒸留酒や蜂蜜などの食品を加熱すると微量ながら生成することが知られている。またたばこにも含まれていることが近年の研究から明らかとなった。

## 歴史
1912年にフランスの化学者ルイス・メイラードが、グルコースとリシンを用いた非酵素反応の研究の途中で発見した。

## 製造
フルフラールと同様に、バイオマスを用いて合成可能である。2006年、ウィスコンシン大学マディソン校の教授らがフルクトースを用いた HMF の新しい合成法を報告した 。
新しい方法ではフルクトースを水中で塩酸と反応させて水溶性である HMF を合成し、続けて180度に加熱しメチルイソブチルケトンや2-ブタノールで液‐液抽出する。この時加圧容器を用いる場合もある。なお水相に DMSO や PVP を加えることで、副生成物の量を抑えられる。フルクトースから高い転換率で HMF が得られる方法であるが、高沸点溶媒の除去が課題である。
全ての段階は平衡反応であり、フルクトピラノース、フルクトフラノース、単離されていない 2 つの中間体を経てHMFが生成する。
2007年6月、アメリカ合衆国パシフィック・ノースウエスト国立研究所の研究者が、塩化クロムを用いた簡単で安価な方法により、フルクトースとグルコースを不純物がほとんど含まれていない HMF へと高効率で変換する方法を発見したと発表した。グルコースはでんぷんやセルロースから得られることから、バイオマス系原料から直接プラスチックや合成燃料を生産する手法の 1 つとして検討されている。

## 利用
HMFはバイオ燃料としての可能性を持っている。HMF を還元して2,5-ジヒドロキシメチルフランへと変換し、水素化分解により合成される2,5-ジメチルフラン (DMF) はエネルギー密度がガソリンと同程度である。
HMFを酸化すると2,5-フランジカルボン酸が生成するが、これはプラスチックの原料であるテレフタル酸の代替物質となり得る。HMF の誘導体は鎌状赤血球症の治療薬としても研究が進められている。

## 安全性
安全性の研究はそれほど進んでいないが、これまではっきりとした発癌性は確認されていない。